# Tornved Kommune
Tornved Kommune i Vestsjællands Amt blev dannet ved kommunalreformen i 1970. Ved strukturreformen i 2007 blev den indlemmet i Holbæk Kommune sammen med Jernløse Kommune, Svinninge Kommune og Tølløse Kommune.

## Tidligere kommuner
Tornved Kommune blev dannet ved sammenlægning af 5 sognekommuner:
| Kommune             | Folketal 1. januar 1970 | Byer                                  |
| ------------------- | ----------------------- | ------------------------------------- |
| Holmstrup           | 559                     |                                       |
| Jyderup             | 3.255                   | Jyderup                               |
| Mørkøv              | 1.677                   | Knabstrup Stationsby og del af Mørkøv |
| Skamstrup-Frydendal | 1.714                   | Del af Mørkøv                         |
| Stigs Bjergby       | 616                     | Stigs Bjergby                         |
| I alt               | 7.821                   |                                       |

## Sogne
Tornved Kommune bestod af følgende sogne, alle fra Tuse Herred undtagen Holmstrup, der hørte til Skippinge Herred:
- Frydendal Sogn
- Holmstrup Sogn
- Jyderup Sogn
- Mørkøv Sogn
- Skamstrup Sogn
- Stigs Bjergby Sogn

## Borgmestre[2]
| Periode   | Navn              | Parti             |
| --------- | ----------------- | ----------------- |
| 1970-1974 | Poul Christensen  | Venstre           |
| 1974-1982 | Poul Rasmussen    | Venstre           |
| 1982-1990 | Hans Roth         | Socialdemokratiet |
| 1990-1994 | Carl Anton Jepsen | Venstre           |
| 1994-1998 | Hans Roth         | Socialdemokratiet |
| 1998-2006 | Jens Stenbæk      | Venstre           |

## Skat
Tornved Kommune havde i årene 1992-2005 landets højeste kommuneskat (i 1992 og 2004-2005 var det dog en delt førsteplads).